# Brudzewko
Brudzewko [pronunciación en polaco: /bruˈd͡zɛfkɔ/] es un pueblo en el distrito administrativo de Gmina Kiszkowo, dentro del Distrito de Gniezno, Voivodato de Gran Polonia, en el centro-oeste de Polonia. Se encuentra aproximadamente 4 kilómetros al este de Kiszkowo, 22 kilómetros al oeste de Gniezno, y 35 kilómetros al noreste de la capital regional, Poznań.